# Синковце
Синковце (пол. Synkowce) — село в Польщі, у гміні Новий Двур Сокульського повіту Підляського воєводства.
Населення — 71 особа (2011).
У 1975-1998 роках село належало до Білостоцького воєводства.

## Демографія
Демографічна структура станом на 31 березня 2011 року:
|          | Загалом | Допрацездатний вік | Працездатний вік | Постпрацездатний вік |
| -------- | ------- | ------------------ | ---------------- | -------------------- |
| Чоловіки | 39      | 3                  | 23               | 13                   |
| Жінки    | 32      | 4                  | 10               | 18                   |
| Разом    | 71      | 7                  | 33               | 31                   |